# Hussein Bey Zereg-Aïnou
Hussein Bey dit Zereg-Aïnou est le bey de Constantine de 1754 à 1756. Son mandat s'inscrit dans une  période de grande stabilité politique qu'a connue le beylik de l'Est de la régence d'Alger au XVIIIe siècle.

## Biographie
Hussein Bey a occupé des fonctions dans l'administration provinciale du beylik de l'Est avant d'être investis bey de Constantine, il était notamment khalifa de Constantine sous son prédécesseur, et beau-père Hassan Bey Bou-Hanek, en cette qualité il participe à toutes ses campagnes.
Il gouverne de 1754 à 1756, durant lequel il dirige une campagne victorieuse contre Tunis et entreprend la réforme de l'administration de la province, et il organise les corporations de métiers à Constantine. Comme ses prédécesseurs, il essaye d'administrer le beylik en usant de diplomatie et d'intrigues. Mais il a dû parfois envoyer ses troupes dans les lieux reculés de la province. Ainsi, il était contraint de mener une expédition en Kabylie contre les tribus des Bibans et ceux du Djurjura qui avaient attaquaient les postes militaires de la région, un conflit sans issue qui s'achève par une trêve.
À son retour à Constantine, il tombe gravement malade, il meurt, dit on, de la peste, en fin 1756. Son mandat s'inscrit dans une  période de grande stabilité politique qu'a connu le beylik au XVIIIe siècle, grâce notamment à la succession de cinq beys, gouverneurs énergiques et administrateurs compétents. Il est précédé par Hassan Bey Bou-Hanek (1736-1754) et se fait remplacer par Ahmed Bey el Kolli (1756-1771).